# Mathilde Drees
Mathilde Drees (* 25. Januar 1862 in Oldenburg; † 18. Juni 1938 in Hannover) war eine deutsche Pädagogin und Politikerin (DDP).

## Leben
Mathilde Drees wurde als Tochter eines Schulrektors geboren. Sie besuchte das Lehrerinnenseminar in Callnberg und arbeitete von 1882 bis 1887 freiberuflich als Erzieherin. Ab 1888 war sie an einer Oldenburger Mittelschule tätig. Sie bestand 1891 in Berlin die Prüfung als Turnlehrerin und belegte von 1897 bis 1899 Oberlehrerinnenkurse in den Fächern Deutsch und Französisch am Kaiserin-Auguste-Viktoria-Lyzeum in Berlin. Von 1900 bis zu ihrem Eintritt in den Ruhestand 1927 arbeitete sie als Oberlehrerin am Lyceum II (Schillerschule) in Hannover, ab 1926 als stellvertretende Direktorin. Nach ihrer Pensionierung lehrte sie bis 1931 nebenamtlich an der Fachschule für Frauenberufe.
Von 1919 bis 1921 war sie stellvertretende Vorsitzende des Allgemeinen Deutschen Lehrerinnenvereins. Außerdem fungierte sie von 1918 bis 1933 als Vorsitzende des Frauenstadtbundes in Hannover.
Drees war während der Zeit der Weimarer Republik Mitglied der Deutschen Demokratischen Partei. Sie war von 1919 bis 1924 Stadtverordnete in Hannover und von 1921 bis 1925 Mitglied des Hannoverschen Provinziallandtages. Vom 29. Januar 1924, als sie für den ausgeschiedenen Abgeordneten Heinz Julius Mackenthun nachrückte, bis zum Ablauf der Legislaturperiode im Dezember 1924 war sie Mitglied des Preußischen Landtages.